# فريتز فاغنر
فريتز فاغنر هو لاعب كرة قدم. يلعب مع منتخب سويسرا لكرة القدم. سبق له أن لعب في كأس العالم لكرة القدم مع منتخب بلاده.

## روابط خارجية
- فريتز فاغنر على موقع قاعدة بيانات كرة القدم.إي يو (الإنجليزية)
- فريتز فاغنر على موقع ناشيونال فوتبول تيمز (الإنجليزية)
- فريتز فاغنر على موقع عالم كرة القدم.نت (الإنجليزية)